# 이혜숙
이혜숙(李惠淑, 1962년 9월 4일 ~ )은 대한민국의 배우이다.

## 학력
- 구로초등학교 졸업 (1975)
- 한강여자중학교 졸업 (1978)
- 서울여자고등학교 졸업 (1981)
- 한양대학교 연극영화학과 학사 (1981 ~ 1985)

## 연기 활동
1978년 서울여자고등학교 1학년 때도 '미스 해태 선발대회'에서 우수상을 받으며 연예계로 데뷔하였고 1979년 MBC 10기 공채 탤런트로 입문했다. 1981년 MBC 대하드라마 《여인열전 - 장희빈》에서 인현왕후 역으로 큰 인기를 모았다.
서울올림픽을 계기로 한국에 대한 관심이 고조되던 1987년에는 일본으로 진출하였고 후지TV 드라마 《뉴욕의 사랑 이야기》에 출연하였고, MBC 간판 예능 프로그램인 《토요일 토요일은 즐거워》를 30분으로 압축하고 일본어로 번역한 방송분을 보여주는 프로그램인 후지TV 《JOCX-TV2 - 서울 소울(SEOUL SOUL)》의 진행을 맡았다. 더불어 매주 토요일 밤 12시부터 2시까지 생방송으로 진행되는 일본 예능 프로그램인 《올 나이트 후지》의 MC로 발탁되는 등 서울 - 도쿄를 오가며 활약하였다.
1992년 몬트리올 영화제에서 《은마는 오지 않는다》로 여우주연상을 받았다. 1992년 4월 17일 한기은(화진 영화사 사장)과 결혼하면서 잠정 은퇴하였다가 1994년 KBS 아침드라마 《창밖에 부는 바람》의 주인공 역할로 복귀했다.

## 출연 작품

### 드라마
- 1979년 MBC 범죄 수사 드라마 《수사반장》
- 1979년 MBC 청소년드라마 《제3교실》
- 1980년 MBC 일일연속극  《안국동 아씨》 ... 현빈 조씨 역
- 1981년 MBC 일일연속극 《새아씨》 ... 막내며느리 역
- 1981년 MBC 특별기획드라마  《여인열전 - 장희빈》 ... 인현왕후 역
- 1982년 MBC 특별기획드라마 《여인열전 - 은장도》
- 1983년 MBC 창사특집극 《고산자 김정호》
- 1983년 MBC 창사 22주년 특별기획드라마  《조선왕조 오백년 - 추동궁 마마》
- 1984년 MBC 3.1절특집극 《조선총독부》 ... 이완용의 양녀, 일본 스파이 역
- 1984년 MBC 일일연속극 《물보라》 ... 윤희 역
- 1984년 MBC 베스트셀러극장 《뛰뛰클럽》
- 1985년 MBC 창사24주년 특별기획드라마 《조선왕조 오백년 - 임진왜란》 ... 요도기미 역
- 1986년 MBC 수목드라마 《겨울꽃》 ... 한미경 역
- 1987년 MBC 미니시리즈 《내일 또 내일》 ... 미연 역
- 1988년 MBC 주말연속극 《세 여인》 ... 장세희 역
- 1988년 MBC 미니시리즈 《도시의 흉년》 ... 지수희 역
- 1989년 KBS1 일일연속극 《세노야》 ... 강신애 역
- 1989년 KBS2 아침드라마 《꽃피는 둥지》
- 1990년 MBC 주말연속극 《몽실언니》 ... 몽실의 새어머니, 북촌댁 역
- 1991년 KBS2 미니시리즈 《가까운 골짜기》 ... 한민화 역
- 1991년 KBS2 월화드라마 《형》
- 1994년 KBS2 아침드라마 《창 밖에 부는 바람》 ... 원희 역
- 1995년 KBS2 일일연속극 《좋은 남자 좋은 여자》 ... 최윤경 역
- 1996년 KBS2 아침드라마 《여자가 사랑할 때》 ... 정인 역
- 1996년 MBC 8.15특집극 《덕혜》 ... 덕혜옹주 역
- 1996년 KBS2 월화미니시리즈 《슈팅》 ... 식당주인 역
- 1996년 MBC 주간드라마 《간이역》 ... 최연우 역
- 1997년 KBS2 일요아침드라마 《행복한 아침》
- 1997년 MBC 청춘시트콤 《남자 셋 여자 셋》
- 1998년 SBS 드라마 스페셜 《홍길동》 ... 춘섬 역
- 1998년 SBS 아침연속극 《포옹》 ... 정애 역
- 1999년 KBS2 미니시리즈 《학교》 ... 수학교사 윤유란 역
- 1999년 KBS2 미니시리즈 《학교 2》 ... 수학교사 윤유란 역
- 1999년 MBC 아침드라마 《아름다운 선택》 ... 고윤정 역
- 2000년 KBS2 월화미니시리즈 《나는 그녀가 좋다》 ... 춘희 역
- 2000년 KBS2 청소년드라마 《학교 3》 ... 수학교사 윤유란 역
- 2000년 SBS 창사 10주년 특별기획 드라마 《덕이》 ... 순영 역
- 2000년 SBS 드라마스페셜 《경찰특공대》 ... 강주 모 역
- 2001년 SBS 대하사극 《여인천하》 ... 윤원형의 정실부인 김씨 역
- 2001년 KBS1 TV소설 《새엄마》 ... 이해심 역
- 2001년 MBC 수목미니시리즈 《맛있는 청혼》 ... 권미숙 역
- 2002년 SBS 드라마 스페셜 《명랑소녀 성공기》 ... 문정임 역
- 2002년 MBC 수목미니시리즈 《네 멋대로 해라》 ... 강인옥 역
- 2002년 KBS2 추석특집극 《첨성대의 달》 ... 순영 역
- 2003년 KBS2 일일드라마 《헬로! 발바리》 ... 민지 모 역
- 2003년 MBC 수목미니시리즈 《위풍당당 그녀》 ... 윤지숙 역
- 2003년 MBC 주말연속극 《회전목마》 ... 은교·진교의 어머니 역(특별출연)
- 2003년 KBS1 일일연속극 《백만송이 장미》 ... 김순영 역
- 2003년 SBS 대하사극 《왕의 여자》 ... 인빈 김씨 역
- 2003년 MBC 수목미니시리즈 《나는 달린다》 ... 오현미 역
- 2004년 KBS2 수목미니시리즈 《4월의 키스》 ... 오신자 역
- 2004년 MBC 특별기획 대하드라마 《영웅시대》 ... 노녀 천태희 역
- 2004년 SBS 드라마 스페셜 《형수님은 열아홉》 ... 송경화 역
- 2004년 KBS2 월화미니시리즈 《오! 필승 봉순영》
- 2004년 KBS2 추석특집극 《형》 ... 김민희 역
- 2005년 MBC 설특집드라마 《해후》 ... 윤옥 역
- 2005년 MBC 특별기획 주말드라마 《제5공화국》 ... 장영자 역
- 2005년 KBS2 주말연속극 《슬픔이여 안녕》 ... 강혜선 역
- 2005년 KBS2 월화드라마 《러브홀릭》 ... 임영애 역
- 2005년 KBS2 단막극 《TV문학관 - 소나기》
- 2006년 KBS2 월화드라마 《미스터 굿바이》 ... 미희 역
- 2006년 KBS1 일일연속극 《열아홉 순정》 ... 최혜숙 역
- 2006년 KBS2 4부작드라마 《특수수사일지: 1호관 사건》 ... 이진아 역
- 2007년 KBS1 아침드라마 《TV소설 - 그대의 풍경》 ... 장모란 역
- 2007년 MBC 수목미니시리즈 《메리대구 공방전》 ... 오성자 역
- 2007년 MBC 2부작특집극 《그라운드 제로》 ... 박성희 역
- 2007년 KBS1 일일연속극 《하늘만큼 땅만큼》 ... 정무영 생모 역
- 2008년 MBC 주말연속극 《천하일색 박정금》 ... 사순자 역
- 2008년 SBS 금요드라마 《우리집에 왜 왔니》 ... 김미순 역
- 2008년 KBS1 일일연속극 《너는 내 운명》 ... 홍연실 역
- 2008년 SBS 주말극장 《유리의 성》 ... 한양숙 역
- 2009년 KBS2 수목드라마 《파트너》 3회 ... 정해숙 역
- 2009년 MBC 일일연속극 《밥 줘》 ... 윤미희 역
- 2009년 SBS 아침드라마 《망설이지마》 ... 이정수 역
- 2009년 MBC 수목미니시리즈 《히어로》 ... 명희 역
- 2010년 SBS 주말극장 《이웃집 웬수》 ... 한수희 역
- 2010년 SBS 일일연속극 《호박꽃 순정》 ... 필순 역
- 2011년 KBS2 월화드라마 《드림 하이》 ... 송남분 역
- 2011년 KBS1 일일연속극 《우리집 여자들》 ... 금화연 역
- 2011년 SBS 주말극장 《내사랑 내곁에》 ... 선아 역 (특별출연)
- 2011년 SBS 주말극장 《내일이 오면》 ... 김보배 역
- 2012년 SBS 월화드라마 《패션왕》 ... 윤향숙 역
- 2012년 KBS1 일일연속극 《별도 달도 따줄게》 ... 오영선 역
- 2013년 SBS 주말극장 《내 사랑 나비부인》 ... 실비아 최 역
- 2013년 MBC 주말연속극 《금 나와라, 뚝딱!》 ... 장덕희 역
- 2013년 SBS 일일연속극 《잘 키운 딸 하나》 ... 임청란 역 (인간말종 3. 본작의 서브 악녀 1)
- 2015년 SBS 설특집 단막극 《인생추적자 이재구》
- 2015년 KBS2 주말연속극 《파랑새의 집》 ... 정수경 역
- 2015년 SBS 일일연속극 《돌아온 황금복》 ... 차미연 역
- 2016년 SBS 주말특별기획 《미녀 공심이》 ... 로펌 대표 부인 역
- 2017년 MBC 일일연속극 《돌아온 복단지》 ... 은혜숙 역 (인간말종 2. 본작의 만악의 근원이자 중간 보스)
- 2018년 KBS2 주말연속극 《하나뿐인 내편》 ... 나홍실 역
- 2022년 TV조선 주말미니시리즈 《결혼작사 이혼작곡 3》 ... 김동미 역

일본드라마
- 1988년 후지TV 《뉴욕의 사랑 이야기》 ... 장미희 역
- 1991년 후지TV 《김의 전쟁》 ... 최문희(후사코) 역
- 2001년 후지TV 《춤추는 대서울선》
- 2004년 후지TV 《신 뉴욕의 사랑 이야기》 ... 고이케 미키 역

### 영화
- 1980년 《겨울 사랑》
- 1981년 《하얀미소》
- 1981년 《빙점 81》 ... 영옥 역
- 1981년 《청춘을 뜨겁게》 ... 하미애 역
- 1984년 《소명》 ... 정씨 역
- 1984년 《잊혀진 계절》 ... 수경 역
- 1984년 《구사일생》 ... 쥴리 역
- 1985년 《이방인》 ... 애리 역
- 1985년 《태》 ... 귀덕 역
- 1986년 《허튼소리》 ... 손정희 역
- 1986년 《유혹시대》 ... 진연 역
- 1987년 《비창》 ... 이미숙 역
- 1991년 《젊은 날의 초상》 ... 이정님 역
- 1991년 《낙타는 따로 울지 않는다》 ... 우희 역
- 1991년 《은마는 오지 않는다》 ... 언례 역
- 1992년 《김의 전쟁》 ... 후사코 역
- 2001년 《와니와 준하》 ... 와니 모 역
- 2008년 《무방비도시》 ... 송애순 역(특별출연)
- 2009년 《국가대표》 ... 밥 친엄마 역

## 방송
- 1986년 후지TV 《올 나이트 후지》 ... MC
- 1987년 후지TV 《JOCX-TV2 - SEOUL SOUL》 ... MC
- 1988년 5월 1일 ~ 1988년 12월 4일 KBS 2TV 《연예가중계》 ... MC (with 가수 윤형주와 함께 진행)

## CF
- 1984년 오리표씽크
- 1985년 한국화장품 쥬단학 에스티레몬
- 1986년 깨끗한나라 라라티슈
- 1986년 CJ제일제당 화인 스위트
- 1986년 에바스 에바스 밀크 샴바드
- 1988년 애경산업 뉴럭스
- 1990년 한독 스코라겐 크림
- 1993년 한국오츠카제약 우레팔 부라스 로션
- 2000년 중앙선거관리위원회
- 2013년 KT 올레 All-IP 2배
- 2021년 굿네이버스

## 경력
- 1982년 한국화장품 전속모델
- 1991년 나드리 코티 화장품 전속모델
- 1993년 일본 유바리 영화제 심사위원
- 2006년 내시경 검진 홍보대사

## 수상 내역
- 1982년 MBC 연기대상 신인연기상 《여인열전 - 장희빈》
- 1982년 제18회 백상예술대상 TV부문 여자신인연기상 《여인열전 - 장희빈》
- 1990년 제26회 백상예술대상 TV부문 인기상 《꽃피는 둥지》
- 1991년 제15회 몬트리올국제영화제 여우주연상 《은마는 오지 않는다》
- 1991년 제27회 백상예술대상 영화부문 여자최우수연기상 《은마는 오지 않는다》
- 1991년 제12회 청룡영화상 인기스타상 《은마는 오지 않는다》
- 1991년 제11회 한국영화평론가협회상 여자연기상 《은마는 오지 않는다》
- 1991년 대통령 문화 표창
- 2002년 KBS 연기대상 우수상 《TV소설 - 새엄마》
- 2005년 KBS 연기대상 우수상 《슬픔이여 안녕》
- 2009년 제17회 이천 춘사대상영화제 여우조연상 《국가대표》
- 2013년 MBC 연기대상 여자 황금연기상 《금 나와라, 뚝딱!》

## 참고 자료
- 씨네21 - 이혜숙
- 《동아일보》 (2007.4.26) 이혜숙 “배우들 치매도 없고 장수도 없다”[깨진 링크(과거 내용 찾기)]
- 《여성동아》 (2004년 11월호) 은은한 향 내뿜는 중견 연기자 이혜숙 [깨진 링크(과거 내용 찾기)]